# Samu Haber

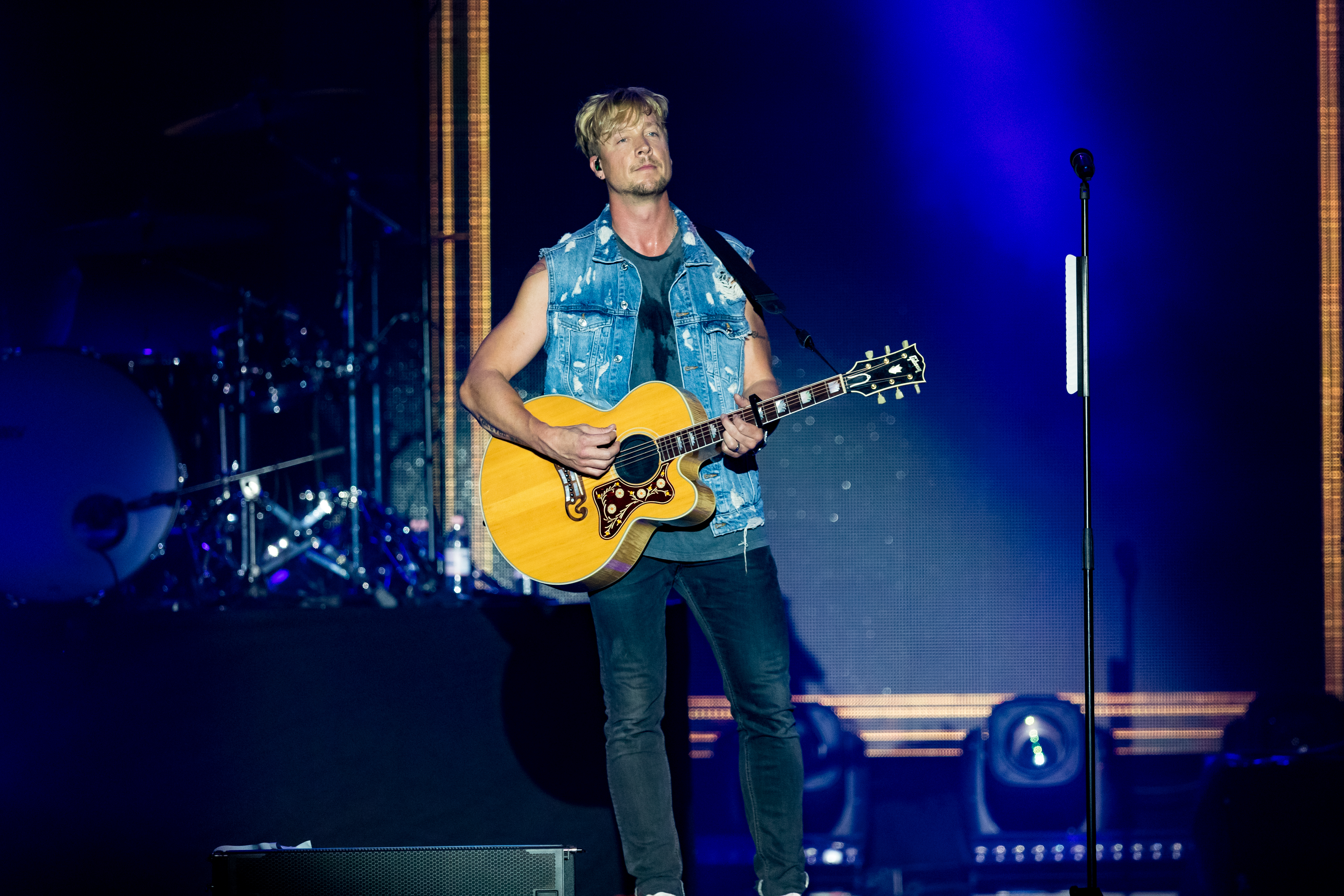
Samu Haber, 2019

Samu Aleksi Haber (* 2. April 1976 in Helsinki) ist ein finnischer Sänger, Gitarrist und Songwriter. Bekannt wurde er als Frontmann der finnischen Rockband Sunrise Avenue.

## Leben

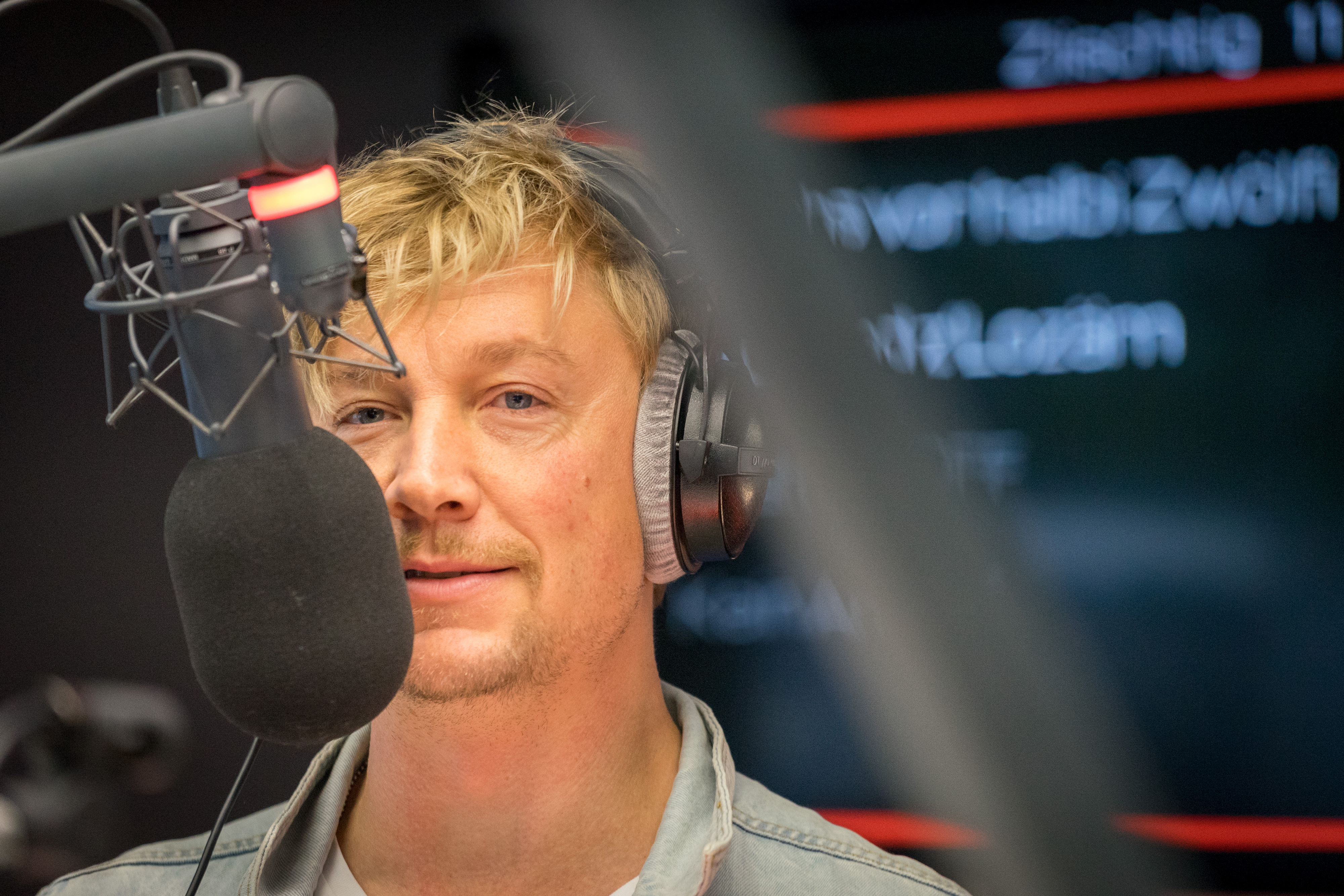
Samu Haber, 2017

Habers Vater stammt aus Bad Grund in Deutschland. Nach der Scheidung zog seine Mutter ihn und seine zwei jüngeren Geschwister alleine groß. Haber wurde in Helsinki geboren und lebt auch dort. Er ist Fan der finnischen Eishockeymannschaft Helsingfors IFK. In seiner Jugend war er Gitarrist der Heavy-Metal-Band Absurdus. Inspiriert wurde Haber vor allem von der US-amerikanischen Rockband Bon Jovi, durch die er auch seine Leidenschaft zur Musik entdeckte.
Ab 2010 war er mit dem finnischen Model Vivianne Raudsepp zusammen. Seit 2018 ist er mit der Tänzerin Etel Röhr liiert. 2019 wurde er Pate für Schule ohne Rassismus – Schule mit Courage an der Peter-Thumb-Schule in Hilzingen.

## Karriere
Im April 1992 gründete Haber in Helsinki zusammen mit Jan Hohenthal, einem finnischen Songwriter, die Band Sunrise. Die Gruppe trat in Pubs, auf Festivals und Partys auf. 1998 zog Haber nach Spanien. Nach vier Jahren und nur wenigen Auftritten bei privaten spanischen Events zog er zurück nach Finnland. Im Oktober 2001 wurde der Bandname zu Sunrise Avenue geändert. Haber ist neben Raul Ruutu das einzige ursprüngliche Bandmitglied. Die jetzigen Bandmitglieder (Stand 2017) sind neben Haber und Ruutu Riku Rajamaa, Sami Osala und Osmo Ikonen. Im Sommer 2012 nahm Haber zusammen mit der Band Follow Your Instinct die Single No Matter What They Say auf.
2013 war Haber zum ersten Mal als Coach in der Castingshow The Voice of Germany zu sehen. Im Vorfeld nahm er zwei Wochen lang Unterricht, um seine Deutschkenntnisse zu verbessern. Auch in der vierten Staffel 2014 sowie 2016 und 2017 saß er wieder in der Jury. In der Jubiläumsstaffel des Jahres 2020 war er wieder als Coach dabei. Erstmals teilte er sich den Stuhl mit Rea Garvey, mit dem er gemeinsam gewann. In der 14. Staffel 2024 von The Voice of Germany nahm er wieder als Coach teil.
Im Juni 2015 war er als Berater in der ProSieben-Castingshow Die Band zu sehen. Im April 2016 brachte er zusammen mit dem finnischen Rapper Elastinen den Song Tarpeeks Täydellinen heraus. Ebenfalls 2016 erschien das Stück A Hundred Years, das Haber mit dem finnischen Singer-Songwriter Niila geschrieben und aufgenommen hat. Mit einer Coverversion von Satuprinsessa, im Original von Tiktak, hatte er 2017 seinen ersten Solocharthit in Finnland. 
2017 und 2019 nahm Haber an Vain elämää, der finnischen Version von Sing meinen Song, teil. Er moderierte am 25. Februar 2023 das Uuden Musiikin Kilpailu 2023, die finnische Vorentscheidung zum Eurovision Song Contest 2023.

## Diskografie

### Studioalben
| Jahr | Titel Musiklabel                          | Höchstplatzierung, Gesamtwochen, AuszeichnungChartplatzierungen (Jahr, Titel, Musiklabel, Platzierungen, Wochen, Auszeichnungen, Anmerkungen) | Höchstplatzierung, Gesamtwochen, AuszeichnungChartplatzierungen (Jahr, Titel, Musiklabel, Platzierungen, Wochen, Auszeichnungen, Anmerkungen) | Höchstplatzierung, Gesamtwochen, AuszeichnungChartplatzierungen (Jahr, Titel, Musiklabel, Platzierungen, Wochen, Auszeichnungen, Anmerkungen) | Höchstplatzierung, Gesamtwochen, AuszeichnungChartplatzierungen (Jahr, Titel, Musiklabel, Platzierungen, Wochen, Auszeichnungen, Anmerkungen) | Anmerkungen                              |
| Jahr | Titel Musiklabel                          | DE | AT | CH | FI | Anmerkungen                              |
| ---- | ----------------------------------------- | --- | --- | --- | --- | ---------------------------------------- |
| 2022 | Pelastetaan maailma Universal Music (UMG) | — | — | CH53 (1 Wo.)CH | FI1 (11 Wo.)FI | Erstveröffentlichung: 29. September 2022 |
| 2024 | Me Free My Way Polydor (UMG)              | DE4 (2 Wo.)DE | AT4 (1 Wo.)AT | CH9 (3 Wo.)CH | FI21 (1 Wo.)FI | Erstveröffentlichung: 4. Oktober 2024    |

### Singles
| Jahr | Titel Album                            | Höchstplatzierung, Gesamtwochen, AuszeichnungChartplatzierungen (Jahr, Titel, Album, Platzierungen, Wochen, Auszeichnungen, Anmerkungen) | Höchstplatzierung, Gesamtwochen, AuszeichnungChartplatzierungen (Jahr, Titel, Album, Platzierungen, Wochen, Auszeichnungen, Anmerkungen) | Höchstplatzierung, Gesamtwochen, AuszeichnungChartplatzierungen (Jahr, Titel, Album, Platzierungen, Wochen, Auszeichnungen, Anmerkungen) | Höchstplatzierung, Gesamtwochen, AuszeichnungChartplatzierungen (Jahr, Titel, Album, Platzierungen, Wochen, Auszeichnungen, Anmerkungen) | Anmerkungen                                                                             |
| Jahr | Titel Album                            | DE | AT | CH | FI | Anmerkungen                                                                             |
| ---- | -------------------------------------- | --- | --- | --- | --- | --------------------------------------------------------------------------------------- |
| 2012 | No Matter What They Say Animal Kingdom | DE54 (2 Wo.)DE | AT68 (1 Wo.)AT | — | — | Erstveröffentlichung: 28. September 2012 Follow Your Instinct feat. Samu Haber          |
| 2017 | Satuprinsessa –                        | — | — | — | FI19 (1 Wo.)FI | Erstveröffentlichung: 2017                                                              |
| 2020 | Enkelten kaupunki Pelastetaan maailma  | — | — | — | FI16 (1 Wo.)FI | Erstveröffentlichung: 2020                                                              |
| 2020 | Someone Better –                       | DE30 (3 Wo.)DE | — | CH3 (7 Wo.)CH | — | Erstveröffentlichung: 18. Dezember 2020 Paula Dalla Corte feat. Rea Garvey & Samu Haber |
| 2021 | Täältä tullaan Pelastetaan maailma     | — | — | — | FI20 (1 Wo.)FI | Erstveröffentlichung: 2021                                                              |
| 2022 | Sä Pelastetaan maailma                 | — | — | — | FI10 (2 Wo.)FI | Erstveröffentlichung: 2022                                                              |
| 2024 | Me Free My Way                         | — | — | — | — | Erstveröffentlichung: 5. April 2024                                                     |
| 2024 | Hollywood Heels Me Free My Way         | — | — | — | — | Erstveröffentlichung: 6. September 2024                                                 |

## Fernsehauftritte

### Ehemals
- 2013–2014, 2016–2017, 2020, 2024: The Voice of Germany, Coach, Sat.1/ProSieben

- 2017–2019: Vain elämää, Nelonen
- 2023: Uuden Musiikin Kilpailu 2023, Moderation, yle

## Auszeichnungen
- Nickelodeon Kids’ Choice Awards
  - 2021: in der Kategorie Lieblings-Team: Deutschland, Österreich, Schweiz (The Voice of Germany)[9]